# Graf Verlag
Der Graf Verlag ist ein deutscher Buchverlag mit Sitz in München. Er wurde 2010 gegründet und gehört zu den Ullstein Buchverlagen. Der Verlag wird seit 1. März 2015 nicht weitergeführt.

## Der Verlag
Der Graf Verlag wurde beim Amtsgericht Charlottenburg in das Handelsregister eingetragen und von den Geschäftsführern Siv Bublitz und Christian Schumacher-Gebler vertreten.
Gründerin und Verlegerin war Tanja Graf, die zuvor als Cheflektorin und Programmleiterin Belletristik beim Piper Verlag tätig war und 2003 mit dem Münchner Kunstverleger Lothar Schirmer den ehemaligen SchirmerGraf Verlag gründete, bevor sie 2010 ihre eigenständige Verlegertätigkeit begann.
Ohne Frau Graf habe eine Weiterführung keinen Sinn, teilte die Verlegerin der Ullstein Buchverlage, Siv Bublitz, mit. Während seines fünfjährigen Bestehens habe der Graf Verlag wichtige Autoren wie Erri De Luca oder Daniela Krien etabliert. Die Backlist-Verlagstitel werden künftig von Ullstein in Berlin betreut.

## Programm
Zum Programm gehören Werke von Lena Gorelik, Daniela Krien, Anna Kaleri, Erri De Luca und Nancy Mitford, unter anderem:
- Daniela Krien: Irgendwann werden wir uns alles erzählen, Graf Verlag, (16. September 2011), ISBN 3-8622-0019-1.
- Nancy Mitford: Landpartie mit drei Damen, Graf Verlag (28. Oktober 2011), ISBN 3-8622-0014-0.
- Erri de Luca: Das Gewicht des Schmetterlings, Graf Verlag (30. September 2011), ISBN 3-8622-0007-8.
- Anna Kaleri: Der Himmel ist ein Fluss, Graf Verlag (5. Oktober 2012), ISBN 978-3-86220-032-0.
- Daniela Krien: Muldental. Zehn Geschichten. Graf Verlag, München 2014, ISBN 978-3-86220-022-1.
- Deniz Utlu: Die Ungehaltenen. Graf Verlag, München 2014,  ISBN 978-3-86220-049-8.